# Todber
Todber – wieś w Anglii, w hrabstwie Dorset. Leży 34 km na północ od miasta Dorchester i 162 km na zachód od Londynu.